# L'Œil et l'Esprit
 (novembre 2015).
Si vous disposez d'ouvrages ou d'articles de référence ou si vous connaissez des sites web de qualité traitant du thème abordé ici, merci de compléter l'article en donnant les références utiles à sa vérifiabilité et en les liant à la section « Notes et références ».
L'Œil et l'Esprit est le dernier ouvrage, du philosophe Maurice Merleau-Ponty, entièrement achevé de son vivant et publié en 1960. Dans cet essai, le philosophe français s'intéresse à l'expérience de la vision à travers la peinture de Cézanne.

## Analyse
Dans cet écrit, Merleau-Ponty commence par distinguer l'art de la science. L'art porte sur le monde vécu et vivant, le corps et l'existence, alors que la science prend le monde comme objet de connaissance "dissocié" du sujet existant, pour dégager des lois par-delà les phénomènes. La science manque le primat de la perception, le fait que nous sommes d'abord au monde et dans le monde, avec un corps et que l'expérience perceptive constitue la connaissance première.
La vision est une certaine expérience du monde et de l'espace de ce monde, dont le peintre, en particulier Cézanne, tente de rendre compte. Ce rapport au monde et à l'espace est celui de la distance, que le peintre tente de ramener dans sa toile, non par une technique, mais par un sentir particulier, dont celui des couleurs, qui ne sont pas un ornement contingent, mais participent du monde visible.